# Sivsanger
Sivsangeren (Acrocephalus schoenobaenus) er en lille spurvefugl, der som andre sangere især lever af insekter. Det er en udbredt europæisk ynglefugl, der overvintrer i Vestafrika samt sahelzonen. Den ankommer normalt til Danmark i april/maj.

## Udseende
Arten er med sine 13 centimeter på størrelse med sine slægtninge kærsanger og rørsanger, men har en karakteristisk lys øjenbrynsstribe, der gør den let kendelig. Desuden er ryggen olivenbrunt længdestribet. Ungfuglene har fint stribet bryst. Næbbet er tyndt som hos andre sangere.

## Udbredelse
Sivsanger er udbredt over det meste af Europa og videre østover indtil floden Jenisej i Rusland. I Fennoskandinavien er bestandene opdelt mellem en nordlig og sydlig. Den nordlige findes i Finland og i de nordlige dele af Norge og Sverige.
I Danmark er arten ret fåtallig f.eks. i sumpede områder lige indenfor rørskovszonen eller i andre våde områder, der er bevokset med pil, star, græsser og høje urter. Sivsangeren er afhængig af passende habitater og er derfor manglende i mange områder. Arten var tidligere temmelig almindelig over hele landet, men formodentlig på grund af tørke i Afrika, gik arten voldsomt tilbage i antal i 1970'erne. Bestanden er senere øget lidt i Nord- og Vestjylland, men er fortsat sin tilbagegang i de østlige egne.
Som eksempel på et ynglested i Danmark kan nævnes sivskovene ved Nærå Strand i Nordfyns Kommune.

## Yngleforhold
Sivsangeren er en trækfugl, der ankommer fra Afrika fra midt i april til midt i maj. Reden bygges alene af hunnen og består af siv og mos. Det er også hovedsageligt hunnen, der udruger de 5-6 æg, der lægges fra midten af maj. Sivsangeren forlader igen landet i august/september, hvor den trækker til vinterkvarteret i Afrika i et stræk, cirka 4800 km.

## Stemme
Sangen er lang og næsten uendelig som de andre sangere i Acrocephalus-slægten. Den minder om rørsangerens med sine mange gentagne motiver, men sangen er mere varieret og med store skift i tonehøjde. Den kan ligesom f.eks. kærsanger efterligne andre fugles sang og kald. I maj og juni synger hannen næsten hele døgnet for som andre fugle at lokke en hun til og senere især for at markere sit territorium. Sangen foretages tit under en lille sangflugt, hvilket adskiller den fra kærsanger og rørsanger.

## Føde
Sivsangeren æder stort set alle de insekter, der er tilknyttet dens biotop. Det kan være stikmyg, dansemyg, biller eller guldsmede. Den fanger af og til også flyvende insekter. Dens fjender er for eksempel rovfugle som rørhøgen.
Inden trækket mod syd æder den især mange bladlus, hvilket øger dens kropsvægt med omkring 50 procent. Derfor kan sivsangeren i modsætning til eksempelvis rørsangeren klare trækket til Afrika uden stop undervejs.